# Yellva de Fernández

Yellva de Fernández,
um 1919

Yellva de Fernández als kaukasische Fürstentochter in Das Lied der Nornen, 1919

Yellva de Fernández (* 18. Februar 1890 als Elise Ottilie Moritz in Mainz; † 5. Dezember 1971 in Wiesbaden) war eine deutsche Filmschauspielerin.

## Leben und Wirken
Die Tochter des Beamten Franz Moritz und seiner Frau Ottilie, geb. Proff, absolvierte zunächst eine Mittelschulausbildung, ehe sie 1912 zum Stummfilm stieß. Größere Rollen sind in den Jahren 1917 und 1919 belegt, als sie unter ihrem Pseudonym Yellva de Fernández in Otto Ripperts Monumentalfilm Die Königstochter von Travankore sowie an der Seite von Maria Fein und Theodor Loos im verschollenen Film Das Lied der Nornen auftrat. Außerdem wurde sie für Produktionen der UFA, Eiko, Luna, Messter-Film und Fern-Andra-Film verpflichtet, deren Titel jedoch nicht bekannt sind.
Anlässlich ihrer Heirat mit dem Redakteur Bruno Sieber zog sich Yellva de Fernández 1920 vorübergehend aus dem Filmgeschäft zurück. Nach der Scheidung im Jahr 1931 war sie wieder auf der Leinwand zu sehen, wobei ihre Rollen jedoch auf Komparsen- und schließlich Statistenformat schrumpften. 1940 wurde sie mangels kammerpflichtiger Tätigkeit aus der Reichsfilmkammer ausgeschlossen.
Zuletzt lebte die ehemalige Schauspielerin im Feierabendheim „Simeonhaus“ in Wiesbaden, wo sie im Alter von 81 Jahren starb.

## Filmografie (Auswahl)
- 1917: Die Königstochter von Travankore
- 1919: Das Lied der Nornen
- 1919: Die Heinzelmännchen von 1919